# Iglesia de San Giuseppe dei Ruffi
La iglesia de San Giuseppe dei Ruffi o iglesia de San Giuseppe dei Ruffo es una iglesia que se encuentra al borde de la plaza de San Giuseppe dei Ruffi, en la zona del Duomo de Nápoles, Italia.

## Historia
La iglesia formaba parte del monasterio fundado en 1604 por varias mujeres nobles napolitanas, incluidas Cassandra Caracciolo, Ippolita y Caterina Ruffo, Caterina Tomacelli-Cybo, según la regla agustina.
En 1611 las monjas se trasladaron al convento de Santa Maria degli Angeli, rebautizándolo con el nombre de San Giuseppe, y unos años más tarde se decidió construirle una nueva iglesia, demoliendo la existente, y nuevos claustros.
El proyecto original data de 1630 y fue realizado por Dionisio Nencioni di Bartolomeo, arquitecto que ya trabajaba en los Girolamini. Mientras tanto, durante la intervención de Nencioni di Bartolomeo, se estaba construyendo el tercer lado del claustro con la adquisición de casas vecinas para completar el diseño del propio claustro; en 1636 se completaron muchas habitaciones y, mientras tanto, se colocaron los muebles.
A mediados de siglo se terminaron buena parte de las estructuras del convento, pero faltaba la iglesia para la que se encargó un proyecto a Dionisio Lazzari. En 1669 estaban listos los pilares de la primera cúpula; la segunda cúpula, diseñada por Arcangelo Guglielmelli, data de 1720, mientras que una tercera cúpula se completó en 1734 y luego se pintó al fresco. La nave fue coetánea a la construcción de los citados pilares, mientras que el altar mayor se construyó entre 1681 y 1686 según un diseño de Lazzari.
A su muerte, ocurrida en 1689, toma el relevo su colaborador Guglielmelli, quien termina la nave y comienza a dirigir las obras del atrio, cuya construcción se prolongó hasta 1725 tras las interrupciones de 1722 provocadas por algunas disputas entre monasterios vecinos; Guglielmelli en su trabajo de terminación fue asistido por su hijo Marcello Guglielmelli.
Después de la muerte de Guglielmelli en 1723, la obra fue llevada a cabo brevemente por su hijo, quien sin embargo no reparó los daños causados por los terremotos anteriores y, por lo tanto, fue liquidado y reemplazado como arquitecto por Nicola Tagliacozzi Canale, quien proporcionó para asegurar el estructuras y redecorar el interior con los mármoles comprometidos. Para hacer frente a la inestabilidad estructural posterior, se nombró ingeniero del convento a Mario Gioffredo, quien volvió a hacer seguro el complejo conventual. En el siglo XIX, se eliminó un lado del gran claustro para crear via Duomo, con la adición de un muro cortina residencial dentro del área.

## Descripción
La fachada de la iglesia tiene una estructura porticada con un cuerpo superior avanzado; el atrio está precedido por una doble escalera y el cuerpo superior tiene un tímpano derivado de Borromini, quizás debido a los contactos culturales que los arquitectos napolitanos tuvieron con Roma.
El interior, en forma de cruz latina con capillas, está decorado con marquetería. El altar mayor fue creado por el mismo Dionisio Lazzari, con esculturas de Matteo Bottiglieri; el altar del crucero derecho fue diseñado por el propio Arcangelo Guglielmelli con la Sagrada Familia de Girolamo Imparato; el crucero izquierdo tiene un altar de Bartolomeo y Pietro Ghetti, basado en un diseño de Vinaccia, con estatuas de Giuseppe Sammartino y los hermanos Ghetti, y un lienzo de Luca Giordano.
La cúpula fue pintada al fresco por Francesco de Mura con la representación de la Gloria de San José; mientras que en las capillas laterales hay pinturas de Giacomo Farelli (San Rufo asistiendo a la flota cristiana durante la batalla de Milo), Giacinto Diano (Crucifixión), Antonio Sarnelli (Madonna dell'Ulivo) y una escultura en madera de Francesco Citarelli (San Michele).

## Claustros
Fueron construidos en el siglo XVII según un diseño de Dionisio Lazzari por voluntad de las cuatro mujeres que fundaron el complejo.
La estructura consta de dos claustros:
- el claustro grande: se construyó con un jardín delimitado por pilares sobre los que se asientan arcos apuntados que sostienen el edificio superior con cubierta inclinada;  no tiene decoraciones particulares y esto le da a la habitación un aspecto muy modesto.

- el claustro pequeño: es de planta cuadrada con cinco arcos laterales.

Los dos claustros no pueden ser visitados debido a la regla de clausura observada por la orden que allí reside.

## Artículos relacionados
- Nápoles
- Iglesias de Nápoles
- Claustros de Nápoles
- Barroco napolitano